# 14694 Скурат
14694 Скурат (14694 Skurat) — астероїд головного поясу, відкритий 6 січня 2000 року.
Тіссеранів параметр щодо Юпітера — 3,579.